# Atoomfysica

Atoommodel van Bohr van een waterstofatoom

De atoomfysica houdt zich bezig met de opbouw van de atomen en hun elektronenschillen, de wisselwerking van atomen en ionen met andere atomen of ionen, vaste stoffen, elektromagnetische straling en magnetische velden. Er is een zekere overlap tussen atoomfysica en theoretische chemie.
De atoomfysica onderzoekt de verdeling van de elektronen over de kwantummechanische energieniveaus en beschrijft daarmee de waargenomen spectraallijnen van de atomen, de opbouw van het periodiek systeem van de elementen en de basis voor het begrijpen van de chemische binding.
Vaak wordt de atoomfysica verward met de kernfysica, die zich bezighoudt met de structuur van de atoomkern. Uit dit misverstand vloeien de in het dagelijks spraakgebruik vaak gehanteerde termen atoomenergie, atoomcentrale, atoomwapens etc. (correct zijn: kernenergie, kerncentrale, kernwapens etc.) voort.

## Geschiedenis
Hoewel men in de oudheid meestal dacht dat de materie een continuüm was, waren er ook mensen, waaronder Democritus, die aannamen dat de materie uit kleinste deeltjes (ατωμος (atomos) = ondeelbaar) bestond. Deze opvattingen berustten echter geen van beide op empirische toetsing en hebben voor de natuurwetenschap dan ook geen waarde. Pas in de 19e eeuw werd er serieus onderzoek naar gedaan, door mensen als John Dalton, Louis Gay-Lussac, Ludwig Boltzmann en anderen. Door de ontwikkeling van de spectroscopie kwam de vraag op naar de inwendige structuur en dynamica van de atomen. Deze leidde uiteindelijk tot de ontwikkeling van de kwantummechanica, omdat de klassieke natuurkunde het hier volledig liet afweten.

## Moderne atoomfysica
De moderne atoomfysica is voor een groot deel opgegaan in de kwantumoptica. Zij houdt zich onder andere bezig met precisiemetingen van atomaire energieniveaus, waaruit natuurconstantes met grote nauwkeurigheid kunnen worden bepaald en fundamentele theorieën kunnen worden getoetst. Door onderzoek aan exotische atomen kunnen problemen uit de kern- en deeltjesfysica met de methodes uit de atoomfysica worden benaderd. Met ultrakorte lichtpulsen tracht men de dynamische processen in de elektronenschillen rechtstreeks te observeren. In ionenvallen kunnen individuele geïoniseerde atomen lange tijd worden vastgehouden en met hoge nauwkeurigheid worden onderzocht. De ontwikkeling van de laserkoeling en van magneto-optische vallen heeft onderzoek aan ultrakoude gassen en bose-einsteincondensaten, maar ook aan extreem zeldzame isotopen mogelijk gemaakt.
De atoomfysica heeft een veelheid aan toepassingen voort gebracht, waaronder de laser en de atoomklok. Onderzoeksmethoden die oorspronkelijk voor atoomfysische proeven werden ontwikkeld, worden tegenwoordig veel breder toegepast, zoals bijvoorbeeld de kernspinresonantie in de medische techniek (MRI-scans), absorptie- en emissiespectroscopie in de analytische scheikunde, of de foto-elektronenspectroscopie in de materiaalkunde.